# Digang
Digang (kinesiska: 荻港) är en köping i östra Kina. Den ligger i Fanchang härad i staden Wuhu i provinsen Anhui, omkring 110 kilometer sydost om provinshuvudstaden Hefei. Antalet invånare är 35 145. Befolkningen består av 17 105 kvinnor och 18 040 män. Barn under 15 år utgör 12,0 %, vuxna 15-64 år 75 %, och äldre över 65 år 12,0 %.